# خوشه بندی محتوا
خوشه بندی محتوا یا همان content clustering یکی از مباحث جدید و مهم بازاریابی محتوا و بازاریابی دیجیتال است.
خوشه بندی محتوا از دسته بندی و گروه بندی کردن محتواها به صورت موضوعی بهره می‌برد و با لینکسازی داخلی محتواهای یک دسته و یک گروه را به یکدیگر مرتبط می‌کند.
این روش در سئو تأثیر بسیار مثبت و خوبی دارد و همچنین تجربه کاربر را بهبود می‌بخشد.
در حقیق ۳ جزء اصلی هستند که خوشه بندی محتوا را شکل می‌دهند.

### اجزای استراتژی خوشه بندی محتوا
- Pillar page یا همان صفحه ستونی – صفحاتی که حاوی تمام محتواهای یک دسته هستند و تمام محتواهای مربوط به یک خوشه را می‌توان در آن‌ها یافت.
- Cluster content یا همان محتوای خوشه – هر محتوایی که مربوط به یک موضوع خاص است و در صفحه ستونی به آن لینک داده شده‌است.
- Internal links یا همان لینک‌های داخلی – این لینک‌ها تمام محتواهای یک خوشه را به هم متصل می‌کنند و همچنین هر محتوا را به صفحه ستونی و صفحه ستونی را به تک تک محتواها مرتبط می‌کنند.